# 映画女優 (1987年の映画)
『映画女優』（えいがじょゆう）は、1987年1月17日に公開された日本映画。文化庁優秀映画選出。吉永小百合99本記念映画。
原作は新藤兼人の『小説 田中絹代』。女優・田中絹代の半生を映画化した作品で、監督は市川崑。製作は東宝映画・配給は東宝。
絹代をはじめとしたキャストの多くは実名が使われているが（牛原虚彦・梅村蓉子・大日方傳・栗島すみ子・鈴木伝明・林長二郎・坂東好太郎など）、主要キャストは名前の一部を変えて役名としている。また、絹代の代表作である『愛染かつら』『浪花女』が劇中劇として用いられ、上原謙と高田浩吉が本人役として出演、50年以上の時を経て吉永小百合が演じる絹代と共演している。
森光子と吉永小百合の最後の共演作品で菅原文太と吉永の初共演作品でもある。

## あらすじ
大正14年。鯛の塩焼きが食卓に並ぶ。田中絹代が蒲田撮影所の大部屋女優として採用されたからだ。「先生」と家族が呼ぶ新人監督清光宏の強い推薦があった。長兄が徴兵拒否をして不明になってから極貧となっていた。上京には母のヤエ、姉の玉代、兄の晴次と洋三、伯父の源次郎までが関西の生活を捨てて同行することになった。芸名は長兄が妹と分かるように本名のままでいてくれという母の願いを聞いたものだった。家も先生が見つけてくれたものだった。大部屋の給料が10円～15円だった当時、破格の30円をもらい、清光作品ではいつも良い役がつく絹代に、同僚の嫉妬が集まる。絹代の素質を見抜いた五生平之助監督は蒲田の撮影所長の城都を説得し、『恥しい夢』の主役に抜擢した。自分が発見した新人をライバルにとられた清光は『恥しい夢』が完成した後、強引に絹代を奪った。清光との愛にも激しく燃えたが、女優を失うことはできないと考えた城都の提案で2年間の試験結婚という形で同棲生活を始めたものの、清光は女癖が悪かった。ついに、清光が暴力を振るい、怒った絹代が座敷で放尿するという抵抗でこの未熟な同棲はあっけなく終わり、一生結婚しないと決意する。小津安二郎監督の『大学は出たけれど』、第一回トーキー作品『マダムと女房』、『伊豆の踊子』の大成功となる。野球選手とのロマンスもあったが、いつも真剣に付き合っていると母親にいう。付人兼用心棒として仲摩仙吉を雇った。御殿の建築まで決まるが、家庭的には恵まれず、姉の駆け落ち、撮影所を辞めた兄たちの自堕落な生活、母の死が絹代を打ちのめす。昭和13年、『愛染かつら』が大ヒットした。（上原謙と吉永小百合で愛染かつらの名場面をモノクロの映像で再現。）昭和15年、絹代は溝内健二監督の『浪花女』に主演するため京都に向かった。大量の文楽の参考文献を読むように指示されるが、「役者ってのはねえ、台本に書いてあることを、監督さんがおっしゃる通りに、芸人らしく芸をうまくやればいいんだ。余分なことはする必要がないんだ。」と反発する。台本はすっかり覚えていたが、依戸義賢を呼びつけてはその場で台本を何度も訂正し、「田中さん、田中さん」「真剣にやってください、心理的にやってください」とリテイクを繰り返す溝内に対して、激しい闘志が燃え上がった。「先生、教えてください。どうやればいいんですか。何か具体的におっしゃっていただかないと、やる方はどうしていいかわかりません」と訴えると、「あなたは役者でしょう、それで金を取っているでしょう。それだけのことはやりたまえ。僕は監督だから演技なんか教えることはできません」と突っぱねられる。「女に背中を切られるようでなきゃ女は描けません」という監督だった。絹代は次第に溝内を尊敬するようになり、溝内も絹代の才能を高く評価するようになる。
昭和26年秋、再び溝内から出演交渉を受けた絹代はタイトルも知らずに、京都を訪れる。新しい時代に即応できず低迷していた溝内は『西鶴一代女』に起死回生を賭け、そのパートナーに絹代を選んだのだ。絹代もマスコミに「老醜」とまで書かれるようになっていた。お互いに好意を持ちながら、仕事となると仇敵のように激しく火花を散らす二人。「古いやり方はお止めになって新しいやり方で」と説得する絹代に反発する溝内。訪ねてきた溝内に「好きなように撮ってください」と懇願し、二人は……。「この作品と心中をするつもりの先生と心中しよう」とメイクで老醜をさらけ出す絹代…。

## キャスト
- 田中絹代：吉永小百合（少女時代：斉藤美奈子）
- 母・ヤエ：森光子
- 姉・玉代：横山道代
- 伯父・源太郎：常田富士男
- 兄・晴次：戸井田稔
- 兄・祥三：田中隆三
- 城都四郎：石坂浩二（城戸四郎がモデル）
- 清光宏：渡辺徹（清水宏がモデル）
- 五生平之肋：中井貴一（五所平之助がモデル）
- 溝内健二：菅原文太（溝口健二がモデル）
- 依戸義賢：佐古雅誉 （依田義賢がモデル）
- 仲摩仙青：平田満
- 釘貫屋の女将：岸田今日子
- 坂梨たつえ：神保共子
- 五十屋時雄：井川比佐志
- 駒井英生：佐藤正文 （児井英生がモデル）
- 山下初子：吉宮君子
- べんがら格子の中年女：三條美紀
- 守衛：浜村純
- 川島聖子：沢口靖子
- 上原謙：上原謙（特別出演）
- 高田浩吉：高田浩吉（特別出演）
- 小津安二郎：小木茂光
- 牛原虚彦：小池雄介
- 鈴木伝明：野分龍
- 林長二郎：長谷川裕二
- 大日方伝：奈良坂篤
- 坂東好太郎：鈴木誠一
- 梅村蓉子：高橋ちか子
- 栗島すみ子：千種かおる
- 東崎助監督：倉崎青児
- 現像する若い男A：清末裕之
- 現像する若い男B：大成修司
- 現像する若い男C：山口真司
- 大部屋女優A：加賀谷由美
- 大部屋女優B：大原穣子
- 大部屋女優C：松岡由利子
- 大部屋女優D：真下有紀
- 純喫茶のシネアストA：小木曽孝司
- 純喫茶のシネアストB：横堀悦夫
- 純喫茶のシネアストC：加藤満
- 純喫茶のシネアストD：東健一郎
- 純喫茶のシネアストE：神崎智孝
- レコード係の女性：木村真理
- 企画課長：佐々木勝彦
- 経理課長：曽雌達人
- 弟子・千代子：宮内優子
- 弟子・イセ子：羽生田ユカ
- 守衛：浜村純
- 役名不明：井上博一、亜湖
- ナレーター：三國一朗

## スタッフ
- 監督：市川崑
- 製作：田中友幸、市川崑
- 企画：馬場和夫
- プロデューサー：藤井浩明、新坂純一
- 原作：新藤兼人『小説 田中絹代』
- 脚本：新藤兼人、日高真也、市川崑
- 映画史監修：田中純一郎 『日本映画発達史』
- 挿入作品：『西鶴一代女』、『浪花女』、『伊豆の踊子』、『愛染かつら』
- 音楽：谷川賢作
- 撮影：五十畑幸勇
- 美術：村木忍
- 録音：大橋鉄矢
- 照明：斉藤薫
- 編集：長田千鶴子
- 助監督：吉田一夫、手塚昌明
- 製作担当者：平間重和
- 音響効果：小島良雄（東洋音響）
- 合成：三瓶一信
- 作画：石井義雄
- 方言指導：大原穣子
- 記録：原田良子
- スチール：橋山直己
- タイトル：デン・フィルム・エフェクト
- 現像：IMAGICA
- カメラ＆レンズ：PANAVISION
- 衣装協力：三松
- 資材協力：ナック映像技術センター、河合楽器製作所
- 資料協力：大映、にっかつ、マツダ映画社、川喜多記念映画文化財団、野口久光、松竹大谷図書館、国立国会図書館、日本映画テレビ技術協会、毎日新聞社、朝日新聞社
- 協力：松竹株式会社
- 整音：東宝録音センター
- 製作：東宝映画

## 製作
当初は『女優・日本映画史』という仮題で、日本映画の草分け時代を描いたドラマとして企画されていた。その後、新藤兼人の小説『小説 田中絹代』の映画化が後発企画され、2つを合わせて、女優・田中絹代を中心に当時の日本映画史を描く企画へと変更された。監督を担当した市川崑は、原作者で映画監督としても先輩である新藤に、映画化の際に原作とは視点を変えることを了承して貰い、市川と脚本家の日高真也が書き上げた後に、新藤が最終的に手直しする形で脚本が作られた。また本作がドキュメンタリーでなくフィクションのドラマであることを考慮して、主役の田中以外の登場人物は、全て史実とは異なる名前に変更された。史実の田中と実際に仕事をした経験を持つ市川は、謙虚であると同時に冷静に見つめることが、当時既に故人であった田中に対する敬意に繋がると考え、本作の演出の基本姿勢とした。話の流れは、オーソドックスな田中の生涯を描くものではなく、彼女にとって公私共にギリギリの状態だった頃に作られた映画『西鶴一代女』の撮影中で劇中を終える構成となった。
話のテンポも、少女時代は緩やかに、映画女優時代は急ピッチなものへと、意図的に構成され、映画女優時代のテンポを象徴する劇伴には、市川が当時好んでいたヴァンゲリスが担当した映画『炎のランナー』を意識したメロディーが、音楽を担当した谷川賢作にオーダーされた、また、劇中で戦前に上映された白黒映画を挿入する関係から、本作の色調や演出は意図的に抑制され、白黒映画との親和性を重視したものに設計されたが、劇中に挿入される白黒映画の内、洋画は使用料が高く、全てスチールでの使用に留まった。
本作品の舞台となった時代、市川自身は既に、助監督や監督として活躍していたが、劇中に於ける「市川崑」としてのキャラクターの立場が不明確であったため、市川に相当する人物は登場しない事になった。田中絹代をテーマにした映画としては、前年に松竹が製作した『キネマの天地』と競作のような形となったが、対照的に情緒を排したアプローチで、ラストは音楽なしで突然クローズする。
本作品で照明技師に昇格した斉藤薫は、吉永の99本記念作品として世間から注目されていたためプレッシャーもあったが、照明の明暗を徹底的に追求することで画面にメリハリをつけることで、先人に負けないような照明作りを目指した。この手法は、以後斉藤の特色となっている。

## 受賞
- キネマ旬報ベストテン第5位
- 第42回毎日映画コンクール撮影賞（五十畑幸男）
- ブルーリボン賞ベストテン入選
- 第11回日本アカデミー賞最優秀美術賞（村木忍）[4]
- 映画の日特別功労賞（村木忍）